# Trichostachys mayumbensis
Trichostachys mayumbensis är en måreväxtart som beskrevs av De Wild.. Trichostachys mayumbensis ingår i släktet Trichostachys och familjen måreväxter.
Artens utbredningsområde är Kongo-Kinshasa. Inga underarter finns listade i Catalogue of Life.